# Pochwała Katona

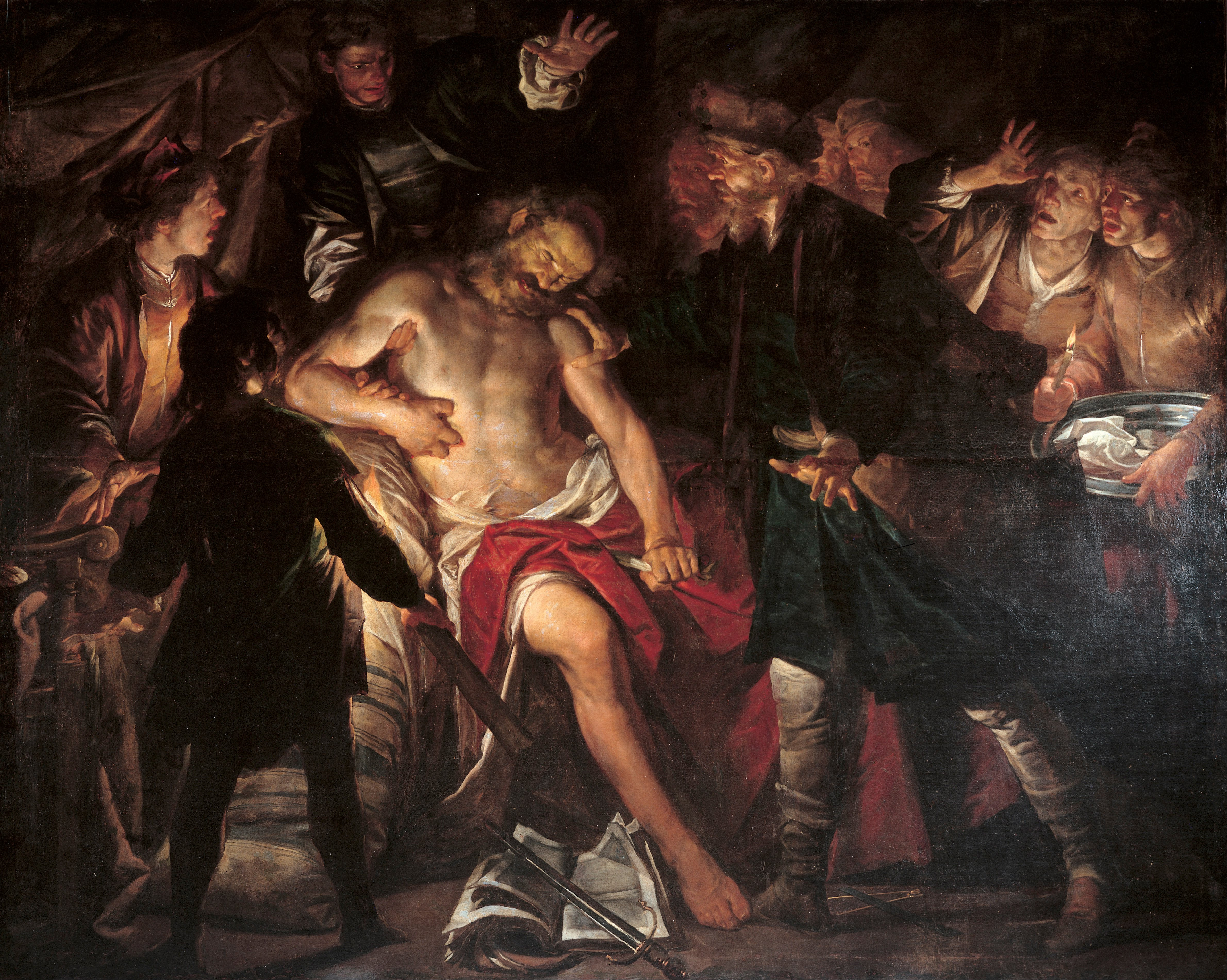
Śmierć Katona – obraz olejny Gioacchino Assereto z około 1640 roku. Musei di Strada Nuova w Genui.

Pochwała Katona (łac. Laus Catonis, Laudes Catonis) lub Katon (łac. Cato) – zaginiony traktat polityczny autorstwa Marka Tulliusza Cycerona, napisany i opublikowany w roku 46 przed Chrystusem, w którym autor, wychwalając działalność publiczną i poglądy Marka Porcjusza Katona, bronił wartości i zasad republikańskiego ustroju starożytnego Rzymu. Dzieło to było największym sukcesem wydawniczym Cycerona i wywołało liczne polemiki. Do czasów nowożytnych przetrwały zaledwie dwa krótkie fragmenty Pochwały, jednak na podstawie wzmianek u późniejszych pisarzy oraz Antykatonów, które w odpowiedzi napisał Juliusz Cezar, uczeni zrekonstruowali do pewnego stopnia treść traktatu.

## Okoliczności i czas powstania
Powstanie Pochwały Katona związane było ze sporem politycznym, jaki przez wiele lat toczyli ze sobą Marek Tulliusz Cyceron i Gajusz Juliusz Cezar. Mimo stosunkowo niewielkiej różnicy wieku, różnice w poglądach i charakterach spowodowały, że nie zaprzyjaźnili się, a od roku 65 rywalizowali, stojąc na czele zwalczających się stronnictw politycznych w starożytnym Rzymie.
20 kwietnia 46 roku nadeszła do Rzymu wiadomość o zwycięstwie Juliusza Cezara w bitwie pod Tapsus. Według relacji Arpinaty, w stolicy cezarianie pysznili się zwycięstwem i patrzyli na innych jak na zwyciężonych. Kilka dni później Cyceron przyjął z bólem wieść o samobójstwie jego przyjaciela, Marka Porcjusza Katona, który wolał śmierć, niż widok upadającej republiki.
W maju inny przyjaciel Cycerona, Brutus, późniejszy zabójca Cezara, zwrócił się do Arpinaty z prośbą, by ten uczcił bohaterską śmierć ostatniego republikanina. Cyceron wahał się, gdyż podjęcie tego tematu mogło ściągnąć na niego represje ze strony Cezara. 14 czerwca stwierdził w liście do Attyka: Napisać pochwałę Katona jest równie trudno, jak rozwiązać zagadnienie archimedesowe. Nie wiem, jak to zrobić, by twoi współbiesiadnicy cezarianie mogli ją czytać – nie powiem, z upodobaniem, ale bez wstrętu. Choćbym nawet nie mówił o jego poglądach, sympatiach i planach w sprawach publicznych i chciał tylko wychwalić jego prawość i niezłomność, to już to samo brzmiałoby niemile w uszach owych ludzi. Ale męża tego nie można godnie pochwalić, jeśli się w odpowiednim świetle nie przedstawi, że wszystko przewidział, co się później stało; że się temu z całej siły opierał, a gdy się stało, wolał życie stracić, niż na to patrzeć.

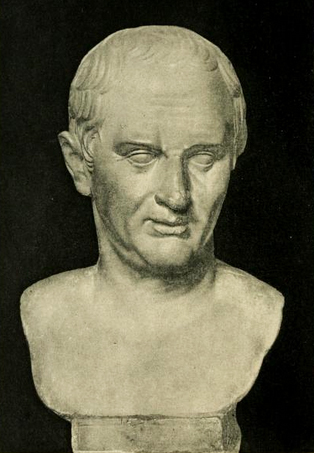
Popiersie Cycerona w wieku około 60 lat, w którym pisał Pochwałę Katona. Prawdopodobnie wykonane w I wieku. Muzeum Prado w Madrycie.

Pomimo wątpliwości, Cyceron zabrał się w czerwcu do pisania. Z początkiem lipca Pochwała Katona została ukończona. W liście do Attyka Arpinata ocenił: przyznam ci się, że mój Katon mi się podoba. W tym czasie Cezar był jeszcze w drodze powrotnej z Afryki do stolicy, więc Cyceron postanowił wstrzymać się z publikacją.
Cyceron nie zdecydował się opublikować dzieła po powrocie dyktatora 25 lipca do Italii. Łudził się, że Cezar przywróci republikę. Kiedy jednak, po nakazaniu szeregu antyrepublikańskich rozporządzeń, 5 listopada Cezar ponownie opuścił Rzym, udając się z wyprawą wojskową do Hiszpanii, zawiedziony dyktatorem Cyceron zdecydował się wydać Pochwałę Katona.

## Tytuł, źródła i gatunek literacki
Sam Cyceron używał w swoich późniejszych pracach i listach tytułu Katon (Cato), rzadziej Pochwała Katona (Laus Catonis). Plutarch, Appian i Makrobiusz nazywają dzieło Katonem, natomiast Gelliusz Pochwałą Katona. We współczesnej literaturze naukowej używane są oba tytuły.
Pochwała Katona była dziełem nowatorskim. Sam autor nie bardzo wiedział, do jakiego gatunku literackiego ją zaliczyć. Uważa się, że Cyceron oparł się w konstrukcji swojej pracy na Agesilaosie Ksenofonta, być może także na którymś z dzieł Izokratesa. Tradycyjnie byłby więc to enkomion, ale u Cycerona pieśń bohaterska została podporządkowana zasadom retoryki, stosowanym przy układaniu mów, zwłaszcza pochwał. Jednakże struktura literacka dzieła nie odpowiadała strukturze mowy. Sam Cyceron doszedł pod koniec życia do wniosku, że ułożył traktat filozoficzny poświęcony zasadom polityki. Na tej podstawie większość współczesnych uczonych uważa Katona za traktat polityczny.

## Zawartość
Pochwała Katona była w swojej formie rejestrem cnót jej bohatera. Składała się z dwóch części. W pierwszej Cyceron omówił w dwóch rozdziałach pochodzenie Katona i jego wygląd. Była więc to pochwała rodu, z którego wywodził się Katon, oraz pochwała jego cech fizycznych.
W drugiej części, podzielonej na pięć rozdziałów, autor omówił cnoty polityczne Katona. Były to temperantia (umiarkowanie), iustitia (sprawiedliwość), pietas (pobożność), continentia (powściągliwość) i constantia (stałość). Podział taki dał możliwość Cyceronowi przedstawienia argumentów, które uzasadniały przypisanie bohaterowi tych cnót. Argumenty te były oparte na działalności publicznej oraz poglądach politycznych Katona.
W Katonie nakreślił Cyceron portret polityka, wyróżniającego się szeregiem cnót, które mogły być wzorem do naśladowania dla osób zajmujących się działalnością publiczną. Była to postać człowieka dzielnego i dobrego, stałego w przekonaniach i konsekwentnego w działaniach, który za swoje polityczne ideały był gotów oddać i oddał życie.
Jednak Pochwała Katona nie była biografią jej bohatera, tylko traktatem, w którym Cyceron bronił zasad i wartości republikańskiego ustroju Rzymu. Dzieło nie zawierało bezpośredniej krytyki polityki Cezara, któremu opozycja zarzucała dyktaturę i dążenie do monarchii. Krytyka miała charakter pośredni. Republika to jedyna forma państwa, w której warto żyć – taka była główna teza dzieła. Tezę tę autor uzasadnił przykładami z działalności politycznej Marka Porcjusza, a przede wszystkim jego samobójczą śmiercią. W tekście, z wielką mocą swojego talentu, krytykował Cyceron zasady ustroju monarchicznego i dyktatorskiego. Wykazywał wyższość tradycyjnego ustroju Rzymu, w którym elementy monarchiczne, arystokratyczne i demokratyczne znalazły – jego zdaniem – harmonijne połączenie, nie wspominając przy tym imienia Cezara.

## Recepcja
Cyceron, wydając Pochwałę Katona, odniósł bezprecedensowy w starożytnym Rzymie sukces wydawniczy. Kopiści nie nadążali z ukończeniem zamawianych manuskryptów. Dzieło było na ustach wszystkich. Już kilka tygodni po publikacji pojawiły się pierwsze pisma innych autorów naśladujące Pochwałę Katona. Po kilku miesiącach w Rzymie odnotowano wysyp tak zwanych katonów, czyli prac, których autorzy pod pozorem pochwały Marka Porcjusza, krytykowali politykę Cezara. Napisali je między innymi Brutus, Fadiusz Gallus i Munacjusz Plankus.
Sukces pisarski Cycerona i pochwała nieustraszonego szermierza republiki głoszona przez przeciwników politycznych Cezara, podrażniły dyktatora walczącego nadal w Hiszpanii. W odpowiedzi posypały się nadsyłane stamtąd do Rzymu cezariańskie antykatony. Ganiono w nich działalność i charakter Marka Porcjusza, pod tym pretekstem atakując przeciwników polityki Cezara.

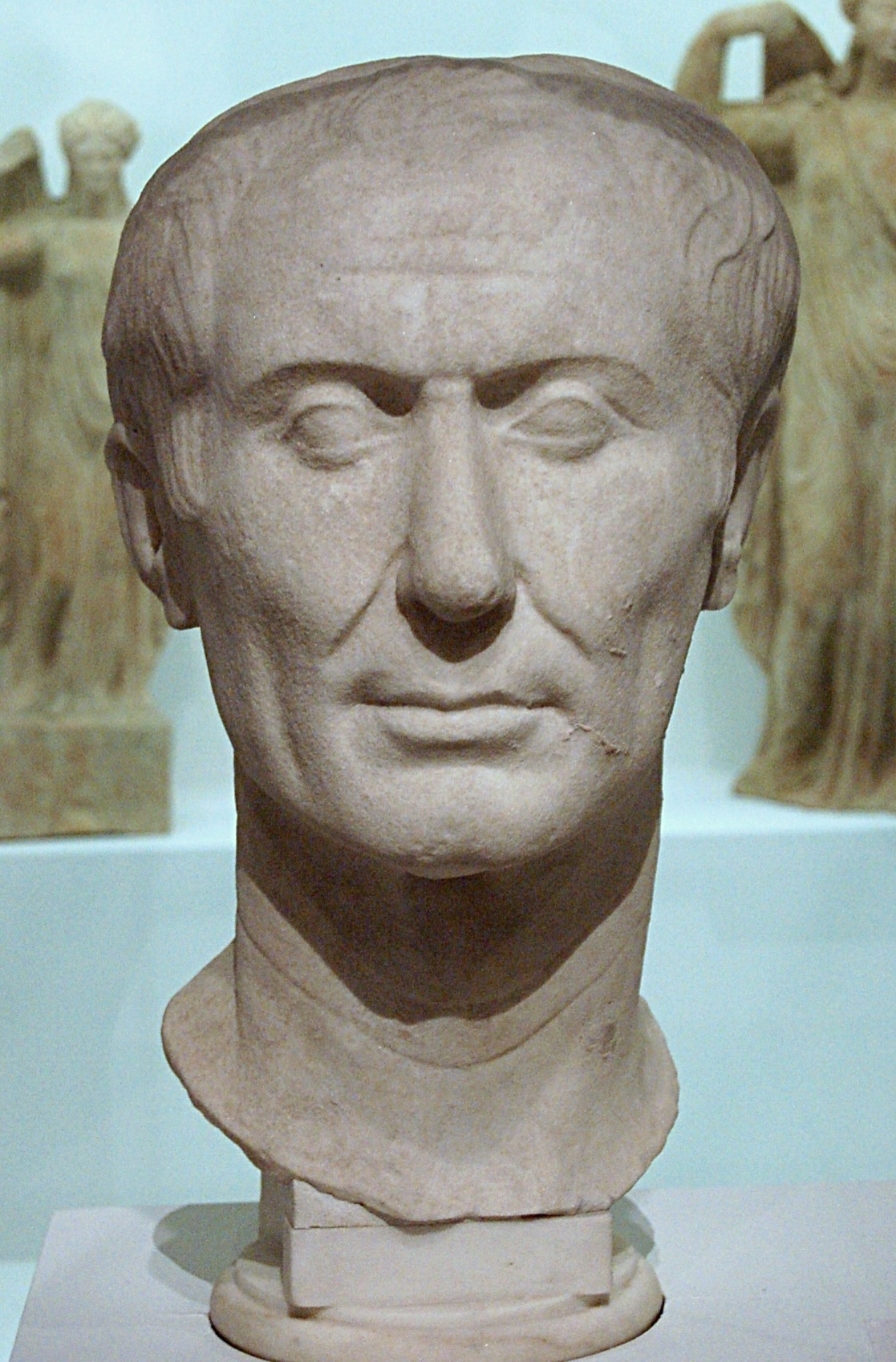
Tak zwany Portret tuskulański. Prawdopodobnie jedyne znane popiersie Juliusza Cezara wykonane za jego życia – w okresie, gdy pisał Antykatony.

Autorem pierwszej polemiki, zatytułowanej Nagana Katona, był Aulus Hircjusz. Odniósł się on z wielkim poważaniem do Cycerona, ale skrytykował poglądy polityczne Arpinaty. W listach do Attyka Cyceron tak ocenił dzieło Hircjusza: pragnę, by twoi ludzie rozpowszechniali pismo Hircjusza przeciw Katonowi, ponieważ przynosi mu chlubę, że tacy ludzie go ganią.
Pisma, które układali zwolennicy Cezara, nie zadowoliły samego dyktatora. W czasie bitwy pod Mundą, w marcu 45 roku, sam chwycił za pióro i zaczął tworzyć własną polemikę, zatytułowaną Antykatony. Cezar ukończył tę pracę prawdopodobnie w sierpniu, gdyż we wrześniu przesłał ją Cyceronowi, a także polecił opublikować w Rzymie. W dziele tym, po słowach pełnych szacunku dla najlepszego prozaika rzymskiego, w których Cezar usprawiedliwiał się, że człowiek wojny, ośmiela się podjąć walkę z największym stylistą, skrytykował działalność i poglądy polityczne Katona. Jednak Cezar, w swojej polemice, nie tyle oskarżał Katona, co bronił samego siebie – wyłożył podstawowe zasady i cele własnej polityki. Nie chcąc zaogniać stosunków z dyktatorem, Cyceron odpłacił się Cezarowi podobną uprzejmością – przesłał mu w październiku listownie pochlebną ocenę Antykatonów.

## Zaginięcie i rekonstrukcja
Po ostatecznym zwycięstwie wojsk cezarianów, zamordowaniu Cycerona w roku 43 oraz samobójstwie Brutusa w roku 42 – obóz republikański poniósł klęskę, z której już nigdy miał się nie podnieść. Podczas rządów Oktawiana Katon – jak to ujmowali późniejsi pisarze – był niemile widziany w bibliotekach publicznych i prywatnych. Zachowała się relacja Plutarcha o tym, jak to wnuk Oktawiana ukrywał przed dziadkiem, że czyta dzieła Cycerona. Prawdopodobnie w czasach Augusta zniszczona została większość kopii Pochwały Katona.
Jednakże wartości literackie Pochwały spowodowały, że była ona jeszcze przez kilkaset lat analizowana przez rzymskich gramatyków. Jeszcze na początku II wieku dzieło Cycerona było czytane, o czym zaświadczył Plutarch: Jakkolwiek ta Cezara łaskawość w stosunku do Cycerona, Brutusa i tylu tysięcy innych, którzy walczyli po stronie jego wrogów, świadczy o tym, że i „Antykatony” zostały napisane nie z nienawiści do Katona, lecz ze względów politycznych. (...) Cyceron napisał pochwałę Katona zatytułowaną jego imieniem. (...) Cezar czuł się tym dotknięty i uważał, że jest to oskarżenie przeciwko niemu. Odpowiedział więc innym dziełem. (...) Oba one mają wielu gorliwych czytelników. Do czasów późnego cesarstwa przetrwało zapewne niewiele kopii. Ostatnim pisarzem, o którym wiadomo, że miał w ręku manuskrypt Katona, był Makrobiusz. Wspomniał on o tym w swoich Saturnaliach, napisanych najpóźniej w pierwszych latach V wieku. Cytaty z dzieła Cycerona znał jeszcze w początkach VI wieku Pryscjan, który uzasadnił jedną ze swoich tez w Institutiones grammaticae zdaniem z tekstu Katona.
Od XVI wieku różni autorzy próbowali pisać własne katony, bądź to odtwarzając pracę Cycerona, bądź też odnosząc jej schemat do innych bohaterów. W XIX wieku pierwsza krytyczna rekonstrukcja naukowa była dziełem niemieckiego filologa Johanna Schneidera. Krytyczne wydanie odnalezionych dwóch cytatów i wszystkich znanych wzmianek o dziele, wraz z rekonstrukcją Katona, było w 1909 roku dziełem Carla Friedricha Wilhelma Müllera. W 1970 roku w Wiesbaden własną, najnowszą rekonstrukcję wydał po niemiecku polski filolog i historyk Kazimierz Kumaniecki.

### Wydania fragmentów
- Marcus Tullius Cicero: M. Tullii Ciceronis Scripta quae manserunt omnia Pars IV, Vol. 3. Carl Friedrich Wilhelm Müller (ed.). Lipsk: Teubner, 1909, s. 329–330. (łac.).

### Literatura
- Kazimierz Kumaniecki: Literatura rzymska. Okres Cyceroński. Warszawa: Państwowe Wydawnictwo Naukowe, 1977.
- Kazimierz Kumaniecki: Cyceron i jego współcześni. Warszawa: Czytelnik, 1989. ISBN 83-07-01455-7.